# MCC Interim Linux
MCC Interim Linux – pierwsza dystrybucja Linuxa opracowana przez Manchester Computing Centre (MCC) w lutym 1992 roku.